# Nagrada "Ivan Goran Kovačić"
Nagrada Ivan Goran Kovačić hrvatska je godišnja književna nagrada.

## Povijest
Nagradu je 1. siječnja 1965. utemeljio hrvatski dnevni list Vjesnik kao nagradu za najbolje književno ostvarenje u protekloj godini. Prvi put je dodijeljena za 1964. godinu. Dodjeljivala se za najbolju knjigu od lipnja prošle godine do lipnja tekuće godine. Dodjeljivala se do 2011. godine.

## Dosadašnji dobitnici i dobitnice
- 1965.: Petar Šegedin, Orfej u maloj bašti (zbirka pripovijedaka)[3]
- 1966.: Ranko Marinković, Kiklop (roman)
- 1967.: Meša Selimović, Derviš i smrt (roman)
- 1968.: Miroslav Krleža, Zastave (roman)
- 1969.: Rafo Bogišić, O hrvatskim starim pjesnicima (studije)[4]
- 1970.: Drago Ivanišević, Glasine (zbirka pjesama)
- 1971.: Tomislav Ladan, Te kritike (eseji)
- 1972.: Karlo Štajner, 7000 dana u Sibiru (dokumentarna proza)
- 1973.: Marko Ristić, Turpituda (poema)
- 1974.: Jure Franičević Pločar, Vir (roman)
- 1975.: Oskar Davičo, Rituali umiranja jezika (pjesme)
- 1976.: Mirko Božić, Colonnello (roman)
- 1977.: Danilo Kiš, Grobnica za Borisa Davidoviča (proza)
- 1978.: Marijan Matković, Ogledi i ogledala (zbirka eseja)
- 1979.: Jure Kaštelan, Divlje oko (pjesme)
- 1980.: Jara Ribnikar, Život i priča (proza)
- 1981.: Sreten Asanović, Noć na golom brdu (pripovijetke)
- 1982.: Vojin Jelić, Doživotni grešnici (roman)
- 1983.: Mihailo Lalić, Dokle gora zazeleni (roman)
- 1984.: Marin Franičević, Povijest hrvatske renesansne književnosti (studija)
- 1985.: Ivan Aralica, Duše robova (roman)[5]
- 1986.: Matko Peić, Ljubav na putu (putopis)
- 1987.: Irena Vrkljan, Marina ili o biografiji (proza)
- 1988.: Vesna Krmpotić, Brdo iznad oblaka (proza)
- 1989.: Borislav Pekić, Atlantida (roman)
- 1990.:
- 1991.:
- 1992.:
- 1993.: Ranko Marinković, Never more (roman)
- 1994.:
- 1995.:
- 1996.:
- 1997.:
- 1998.: Slavko Mihalić, Pandorina kutija (zbirka pjesama)
- 1999.:
- 2000.: Aleksandar Flaker, Književne vedute (proza)[6]
- 2001.:
- 2002.: Josip Vaništa, Knjiga zapisa (književne crtice)[7]
- 2003.: Nedjeljko Fabrio, Triemeron (roman)[8]
- 2004.: Renato Baretić, Osmi povjerenik (roman)[9]
- 2005.: Danijel Dragojević, Žamor (zbirka pjesama)[10]
- 2006.: Dubravka Oraić-Tolić, Muška moderna i ženska postmoderna (književne studije) i

Ivana Sajko, Rio bar (roman)
- 2007.: Zdravko Zima, Lovac u labirintu (knjiga eseja, feljtona i kritika)[12]
- 2008.: Josip Mlakić, Tragom zmijske košuljice (roman)[13][14]
- 2009.: Anka Žagar, Stvarnice, nemirna površina (zbirka pjesama)[15]
- 2010.: Zoran Kravar, Uljanice i duhovi (esejističko-autobiografska proza)[16][17]
- 2011.: Dubravka Ugrešić, Napad na minibar (knjiga eseja)[18][2]

## Poveznice
- Goranov vijenac
- Goran za mlade pjesnike
- Nagrada Josip Račić
- Nagrada Josip Štolcer Slavenski
- Nagrada Dubravko Dujšin
- Nagrada Krešo Golik
- Plava vrpca Vjesnika